# Het Monster van Toth
Het Monster van Toth is een Nederlandse televisiefilm uit 1999.  De film werd speciaal gemaakt voor het tienjarig bestaan van Telekids.

## Verhaal
Lang geleden werd het volk van Toth bedreigd door een afschuwelijk monster. Dat was niet het enige leed wat het volk moest verdragen. Ze hadden ook nog eens te maken met een verschrikkelijk gemene koning en koningin. Angst en armoede beheersten het land van Toth. Binnen het kasteel geloofden de mensen niet zo in het verhaal over een monster wat zich buiten schuilhouden. Ze hadden hem immers nog nooit gezien. Tot op een dag een van de wachters van het kasteel wordt aangevallen. De koning en koningin besluiten dat het monster gedood moet worden. Maar hoe?
Ze krijgen advies van hun raadsman Merlijn de Tovenaar. Hij beweert dat Grisela de Heks er welhaast zeker iets mee te maken moet hebben. Middels een gevaarlijk plan lukt lukt het om de heks naar het kasteel te lokken. Heeft zij er echt iets mee te maken? En hoe komen Carlo en Irene in dit avontuur terecht?

## Rolverdeling
| Acteur               | Personage              |
| -------------------- | ---------------------- |
| Carlo Boszhard       | Carlo/Koning Magnus    |
| Irene Moors          | Irene/Koningin Gwendel |
| Daphny Muriloff      | Grisela de heks        |
| Bert Johan van Goor  | Merlijn de Tovenaar    |
| Eric van Heesel      | Monster                |
| Benny Dunker         | Nar                    |
| Bram Steenhuizen     | Wachter                |
| Joost van Gunter     | Wachter                |
| Wim Plomp            | Wachter                |
| Saskia Hoekstra      | Meisje in bos          |
| Bart de Bas          | Burger                 |
| Marien van der Kooij | Burger                 |
| Hero Muller          | Verteller              |

## Trivia
- Het Monster van Toth is opgenomen bij Kasteel Duurstede.
- Op 2 oktober 1999 was de film voor het eerst te zien op RTL 4 tijdens de afscheidsshow van Telekids.
- Het is de enige film van Telekids die op video is verschenen.